# دينيس بافلوفس
دينيس بافلوفس مواليد 15 أبريل 1983 في ريغا، الجمهورية اللاتفية السوفيتية الاشتراكية، هو لاعب كرة مضرب لاتفي يلعب باليد اليمنى. أعلى تصنيف له في الفردي كان المركز الـ 263 في سنة 2009. أعلى تصنيف له في الزوجي كان المركز الـ 155 في سنة 2009.

## روابط خارجية
- دينيس بافلوفس على موقع الاتحاد اللاتفي لألعاب القوى (اللاتفية)
- دينيس بافلوفس على موقع رابطة محترفي التنس (الإنجليزية)
- دينيس بافلوفس على موقع الاتحاد الدولي لكرة المضرب (الإنجليزية)
- دينيس بافلوفس على موقع كأس ديفيز (الإنجليزية)
- دينيس بافلوفس على موقع خلاصة التنس.كوم (الإنجليزية)